# John Street (депо)
Локомотивное депо John Street (John Street Roundhouse) — это сохраненное локомотивное депо веерного типа в Торонто, Онтарио.
Депо было построено для Канадской тихоокеанской железной дороги в 1929 году фирмой Anglin-Norcross взамен старого депо John Street, которое было построено в 1897 году. В последний раз здание использовалось по своему назначению в 1986 году. Это единственное сохранившееся железнодорожное депо в центральной части Торонто (локомотивное депо CNR Spadina Roundhouse было снесено для строительства стадиона СкайДом, теперь Центр Роджерса). Одна треть оригинальных построек демонтирована для строительства Metro Toronto Convention Centre, затем реконструированного в 1995 году. Теперь здесь находится Центр железнодорожного наследия Торонто (англ. Toronto Railway Heritage Centre), Leon’s Furniture и пивоварня Steam Whistle Brewing. Часть депо, где расположена пивоваренная часть, реконструировалась фирмой «William Hurst Architects».

## Коллекция
В коллекции центра железнодорожного наследия Торонто экспонирующейся в депо представлен следующий подвижной состав:
- Паровоз типа 2-4-2 № 6213 производства MLW 1942 года выпуска
- Тепловоз DS10 CP Rail № 7020 производства ALCO 1944 года выпуска
- Тепловоз EMD GP7 № 4803 1953 года выпуска
- 50 Ton Whitcomb Centre Cab Switcher 1950
- Мягкий вагон Canadian Pacific «Jackman» 1931
- Canadian Pacific «Cape Race» Buffet-compartment-solarium-observation-sleeper, 1929
- Toronto, Hamilton & Buffalo Caboose #70 steel sheathed, 1921
- Canadian Pacific 188625 — «Fowler» steel frame boxcar, built 1917
- Reinhart Vinegars RVLX 101 — wooden vinegar tank car, built 1938
- Toronto Terminal Railways (TTR) — Pyke Self-Propelled Crane